# Johann Nicolaus Pouget
Johann Nicolaus Pouget, auch Pougger, Puget (* 1687 in Stockholm; † 12. Juli 1735 ebenda) war ein schwedischer Jesuit, der 1719 konvertierte und lutherischer Geistlicher wurde.

## Leben
Johann Nicolaus Pouget war der Sohn eines katholischen Kammerdieners am schwedischen Hof, der 1694 nach Kopenhagen zog, wo es mehr Religionsfreiheit gab. Durch Vermittlung des kaiserlichen Gesandten in Dänemark kam Pouget als Elfjähriger in das Jesuitenkolleg nach Linz; nach dessen Abschluss wurde er am Collegium Urbanum in Rom ausgebildet. 1709 zum römisch-katholischen Priester geweiht, wurde er 1712 zum Dr. der Theologie und der Philosophie promoviert. Er war Priester in Utrecht, Kanonikus im Stift Spital am Pyhrn und war in den kaiserlichen Gesandtschaftskapellen in Hamburg und Kopenhagen tätig. Mitte Juni 1716 hielt er eine auch veröffentlichte Predigt in der kaiserlichen Gesandtschaftskapelle in Hamburg bei den Feierlichkeiten, die der kaiserliche Gesandte Christoph Ernst Graf Fuchs von Bimbach aus Anlass der Geburt des ersten Kindes von Elisabeth Christine von Braunschweig-Wolfenbüttel und Kaiser Karl VI. (HRR), Erzherzog Leopold Johann († schon im November desselben Jahres) veranstaltete. Danach ging er nach Kopenhagen.
Unter dem Einfluss des Pastors an der deutschsprachigen St.-Petri-Kirche (Kopenhagen), Heinrich Dürkop (1671–1731, zuvor in Lübeck), wandte sich Pouget dem lutherischen Bekenntnis zu. Pouget konvertierte 1719 in Lübeck zum lutherischen Glauben, unterzog sich hier am 21. November einem Kolloquium, bei dem er über Georg Heinrich Götzes theologische Sprichwortsammlung referierte, und wurde im Januar 1721 zum Präzeptor des Armenhauses im ehemaligen St.-Annen-Kloster erwählt. Im Dezember 1721 bat er um seine Entlassung. Er arbeitete noch eine Zeitlang als Hauslehrer und ging 1724 zu seinem Schwager Magister Bützow, dem Pastor der deutschen Karlskirche in Malmö. Nach einem Examen vor dem Domkapitel in Lund erhielt er die Erlaubnis, ihm als Pastor Secundarius zu assistieren. 1729 kehrte in seine Heimatstadt Stockholm zurück, wo er zunächst Prediger der Französisch-lutherischen Gemeinde war. 1731 berief ihn Königin Ulrika Eleonore zum Hauptpastor der Katharinenkirche, wo er bis zu seinem Tod wirkte.
Er war seit 1722 verheiratet mit Helena Maria Sessing, einer Tochter des dänischen Kapitäns Tyke Christopher Sessing. Das Paar hatte zwei Kinder.

## Schriften
- Magnalia Dei in Elisabetha puerparata: Oder Die großen Thaten Gottes an der gebährenden Elisabeth … Greflinger, Hamburg 1716
- Georgi[i] Heinrici Goetzi[i], D. Superint. Lubecensis, Decadem adagiorum theologicorum. Operis Struckianis, Lubecae 1719 (books.google.de)